# Sendaphne rogerblancoi
Sendaphne rogerblancoi  (лат.) — вид мелких наездников рода Sendaphne из семейства Braconidae (Ichneumonoidea). Центральная Америка.

## Распространение
Центральная Америка, Коста-Рика. Облачные тропические горные леса до 1,450 м у вулкана Volcán Cacao на северо-востоке Коста-Рике.

## Описание
Очень мелкие паразитические наездники, длина тела 4,2-4,3 мм, длина переднего крыла 4,2-4,3 мм. Отличается от всех видов своего рода полностью чёрной окраской. Предположительно паразитируют на гусеницах бабочек. Вытянутые глоссы апикально раздвоенные, проподеум гладкий и блестящий. Медиотергит 1 сужается в заднем направлении, а 2-й медиотергит субтреугольный. Яйцеклад длинный и изогнутый (в 2 раза длиннее задних голеней).

## Систематика
Вид был впервые описан в 2015 году американскими энтомологами Хосе Фернандес-Триана (Jose L. Fernandez-Triana, Canadian National Collection of Insects, Ottawa, Canada and University of Guelph, Guelph, Канада) и Джеймсом Уитфилдом (James B. Whitfield, University of Illinois, Urbana, США). Сходен с Sendaphne brasilianus, отличаясь особенностями тёмной окраски и жилкования крыльев. Видовое название дано в честь коста-риканского синьора Роджера Бланко Сегура (Sr. Roger Blanco Segura, Гуанакасте, Коста-Рика), несколько десятилетий управляющего этим заповедником.